# Бекендор
«Бекендор» — український короткометражний фільм режисера Анастасії Харченко.

## Про фільм
Своєрідний світ рибацького селища Бекендор, з його повсякденними радощами і турботами, з розміреним темпом життя і мужніми характерами, справжніми людськими чеснотами і щоденним змаганням зі стихією моря стане основою майбутньої кінорозповіді.